# Tratado de Cielos Abiertos
Tratado de Cielos Abiertos es un acuerdo internacional en vigor desde el 1 de enero de 2002 y actualmente está formado por 34 países, muchos de ellos del antiguo Bloque Occidental y Bloque del Este, los países beligerantes durante la llamada Guerra Fría y principalmente, Estados Unidos y Rusia. Su fin es establecer un programa de vuelos de reconocimiento aéreo, sin armamento, sobre el territorio de todos los países participantes para mejorar la confianza de todos miembros del tratado. Durante los vuelos asignados, se obtiene información sobre efectivos y operaciones militares del país sobrevolado, de esta manera permite verificar los movimientos militares y las medidas de control de armas. Es uno de los mayores esfuerzos internacionales en pos de la transparencia militar y el enfriamiento de la carrera armamentista. 
Este tratado es totalmente independiente de cualquier otro acuerdo civil de cielos abiertos.

## Miembros
Los 34 Estados Miembros del Tratado, además de Estados Unidos y Rusia, son: Alemania, Bélgica, Bielorrusia, Bosnia-Herzegovina, Bulgaria, Canadá, Croacia, Dinamarca, Eslovaquia, Eslovenia, España, Estonia, Finlandia, Francia, Georgia, Grecia, Hungría, Islandia, Italia, Letonia, Lituania, Luxemburgo, Noruega, Países Bajos, Polonia, Portugal, Reino Unido, República Checa, Rumanía, Suecia, Turquía y Ucrania. Kirguistán lo ha firmado pero aún no lo ha ratificado. Además, Canadá y Hungría son los depositarios del tratado en reconocimiento de su especial contribución al proceso, es decir, mantienen los documentos del tratado y proporcionan ayuda administrativa.
La duración es ilimitada y se permite la adhesión a él de otros países. Los estados postsoviéticos no son estados miembros pero, pueden acceder al tratado cuando lo deseen. Las solicitudes de entrada de nuevos países son estudiadas por la Comisión Consultiva del Tratado (OSCC), que debe alcanzar un consenso para su aceptación. Esta Comisión tiene su sede en Viena, se encarga de facilitar la implementación del tratado y a ella pertenecen todos los Estados Miembros. Ocho estados accedieron al tratado tras su constitución: Finlandia, Letonia, Suecia, Croacia, Eslovenia, Estonia y Lituania. La solicitud de acceso de Chipre se encuentra en estudio por parte de la OSCC.
En 2020, Estados Unidos anunció la salida de su país del acuerdo internacional tras acusar a Rusia de no cumplirlo.

## Elementos básicos del tratado

### Territorio
El régimen de cielos abiertos cubre el territorio sobre el cual los Estados Miembros ejercen su soberanía, incluyendo tierra firme, islas y aguas interiores y territoriales. El tratado especifica que todo el territorio de un Estado Miembro está abierto para la observación. Los vuelos de reconocimiento solamente pueden ser restringidos por motivos de seguridad para la tripulación, y no por motivos de seguridad nacional.

### Aviones
Los aviones de observación pueden ser los propios del Miembro Observador o bien pueden ser proporcionados por el Observado (modalidad taxi), quedando a elección de este último. Todos los aviones a utilizar así como los sensores que puedan incorporar deben pasar pruebas específicas e inspecciones previas para asegurar que cumplen los estándares del tratado. Por ejemplo, Rusia un avión Tu-214OH, modificado, Estados Unidos utilizan un avión también especial, denominado OC-135B Open Skies, y el Reino Unido cuenta con un avión Hawker Siddeley Andover versión CMk 1 con matrícula XS 641.
Canadá utiliza un Lockheed C-130 Hercules equipado con el sistema de sensores «SAMSON», el cual va instalado en un depósito de combustible modificado para ello. Este sistema es operado por un consorcio formado por Bélgica, Canadá, España, Francia, Grecia, Italia, Luxemburgo, Noruega, Países Bajos y Portugal. Los costes de mantenimiento de la cápsula SAMSON son compartidos en base al uso que cada país realiza de ella.

### Sensores
Los aviones de reconocimiento cuentan con cámaras de video y fotográficas para su uso durante el día, escáneres infrarrojos y radares. La calidad de las fotografías debería permitir localizar instalaciones y equipamientos militares (por ejemplo, distinguir entre un tanque y un camión), consiguiendo así una significativa transparencia en las actividades militares. Las funcionalidades de los sensores pueden ser aumentadas y mejoradas mediante acuerdos entre los Miembros. Todos los sensores utilizados en los aviones afectados por el tratado deben estar disponibles para cualquiera de los firmantes de forma comercial. La resolución de las imágenes está limitada a 30 centímetros.

### Cuotas
Cada Estado Miembro está obligado a aceptar una cantidad de vuelos de observación, lo que se conoce cuota pasiva. La cuota activa, por el contrario, es el número de vuelos que puede enviar, y debe coincidir con la primera. Durante los tres años siguientes a la entrada en el tratado, cada Estado recibe como máximo el 65% de los vuelos marcados por su cuota pasiva. Por ejemplo, como la cuota pasiva anual de los Estados Unidos es de 42 vuelos, durante esos tres años pudo recibir solamente 31 vuelos anuales. Durante 2005 los Estados Unidos recibieron dos vuelos de observación procedentes del Grupo de Estados Miembros de Rusia y Bielorrusia (se constituyeron como grupo por motivos de cuota). Por su parte los Estados Unidos tienen derecho a realizar 8 vuelos anuales de los 31 que el Grupo puede recibir. Además comparte con Canadá la posibilidad de realizar un vuelo de reconocimiento anual a Ucrania.

### Disponibilidad de la información recopilada
Las imágenes recopiladas durante las misiones de observación deben estar disponibles para cualquiera de los Estados Miembros, que solamente cargarían con el coste de su reproducción. De esta manera, la cantidad de datos disponible para cada Estado Miembro es muy superior a la que podrían obtener ciñéndose al sistema de cuotas.

## Historia

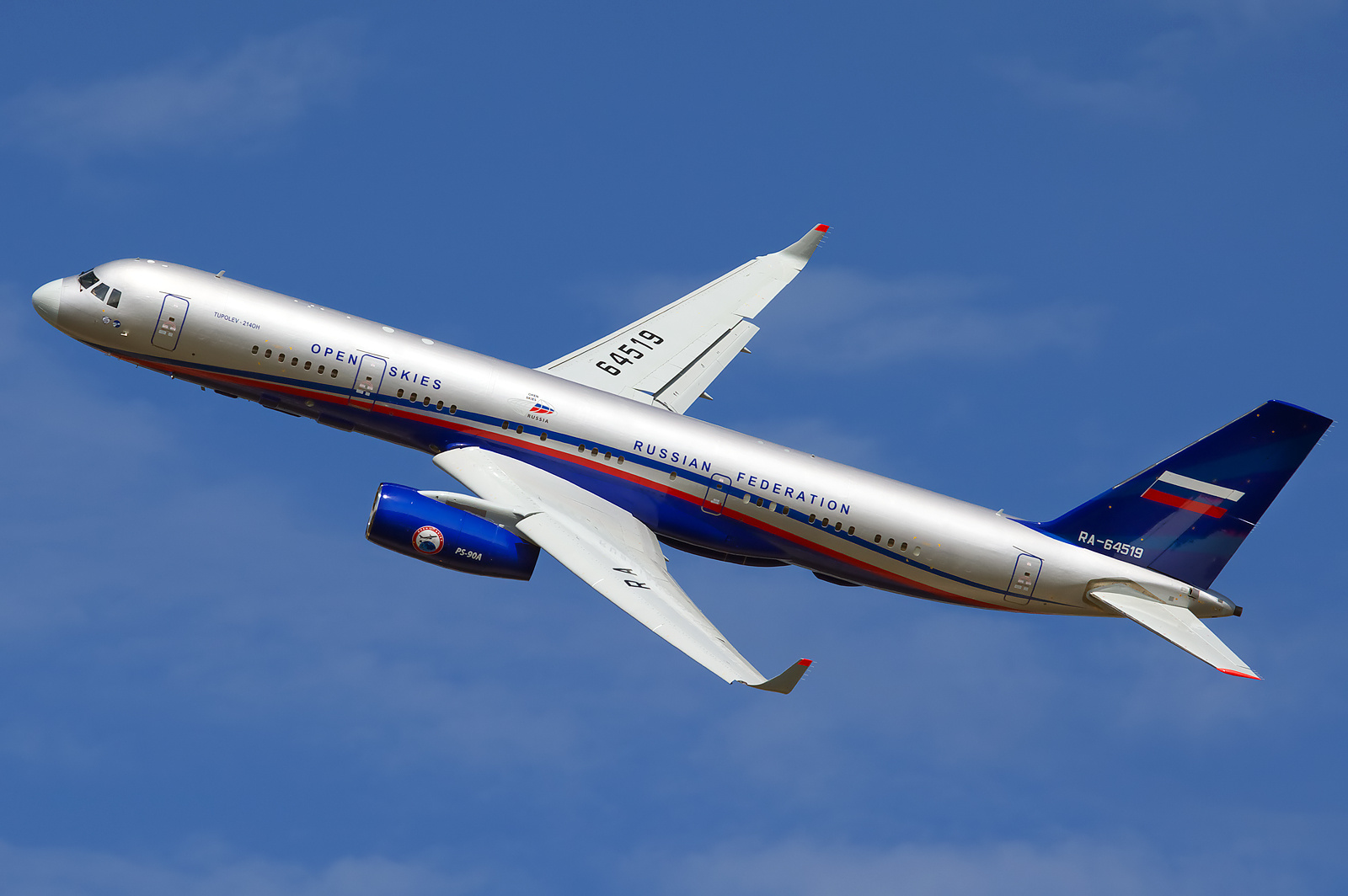
Avión Tu-214 de la Fuerza Aérea de Rusia modificado para el Tratado de Cielos Abiertos.

En 1955, durante una reunión internacional en Ginebra, el presidente de los Estados Unidos Dwight D. Eisenhower propuso al líder soviético Nikolái Bulganin el concepto de observación aérea mutua. Es decir, que ambas potencias permitiesen vuelos de reconocimiento mutuo para asegurarse de que ninguno de los dos preparaba algún tipo de ataque contra el otro. Los miedos y recelos propios de la Guerra Fría llevaron al Secretario General soviético Nikita Jrushchov a rechazar el proyecto. 
En 1989, el presidente George H. W. Bush retomó con éxito la idea, como manera de aumentar y reforzar la confianza entre los miembros de la OTAN y del Pacto de Varsovia, que estaba a punto de desaparecer tras las revoluciones de 1989. En febrero de 1990 se inauguró en la capital de Canadá, Ottawa, una conferencia internacional sobre el tema en la que participaron todos los países miembros de las alianzas OTAN y el Pacto de Varsovia. Posteriores rondas de negociaciones tuvieron lugar en Budapest (Hungría), Viena (Austria) y Helsinki (Finlandia).
El 24 de marzo de 1992 tuvo lugar la firma del Tratado de Cielos Abiertos en Helsinki (Finlandia) por parte de los Ministros de Exteriores de 24 países. Un año después, los Estados Unidos ratificaron el acuerdo. El tratado entró en vigor el 2 de enero de 2002, una vez que Rusia y Bielorrusia completaron el proceso de ratificación.
Tras la entrada en vigor del tratado, en agosto de 2002, dieron comienzo de forma oficial los vuelos de reconocimiento. Durante el primer año de vigencia, los Estados miembros realizaron 67 vuelos. El número de misiones se elevó a 74 en 2004 y a 110 el año siguiente. El 1 de enero de 2006 entró en vigor la segunda fase del tratado, con 34 países miembros y 115 vuelos realizados.
Los días 8 y 9 de marzo de 2007, Rusia sobrevoló Canadá acogiéndose al tratado.
El 22 de mayo de 2020, el presidente de Estados Unidos, Donald Trump, anunció la salida de su país del acuerdo internacional tras acusar a Rusia de no cumplirlo. Ya se había retirado del Tratado sobre Fuerzas Nucleares de Rango Intermedio y estableció nuevas condiciones para renovar el último pacto de armas nucleares restante con Rusia, el Tratado para la Reducción de Armas Estratégicas (START III)..El gobierno ruso declaró que iba a seguir respetando el tratado mientras este en vigor, aunque Estados Unidos se retire.
No obstante, el 18 de diciembre de 2021 Rusia anunció que abandonaba oficialmente el Tratado debido a la negativa del por entonces presidente de Estados Unidos Joe Biden de reintegrar a su país en el acuerdo.

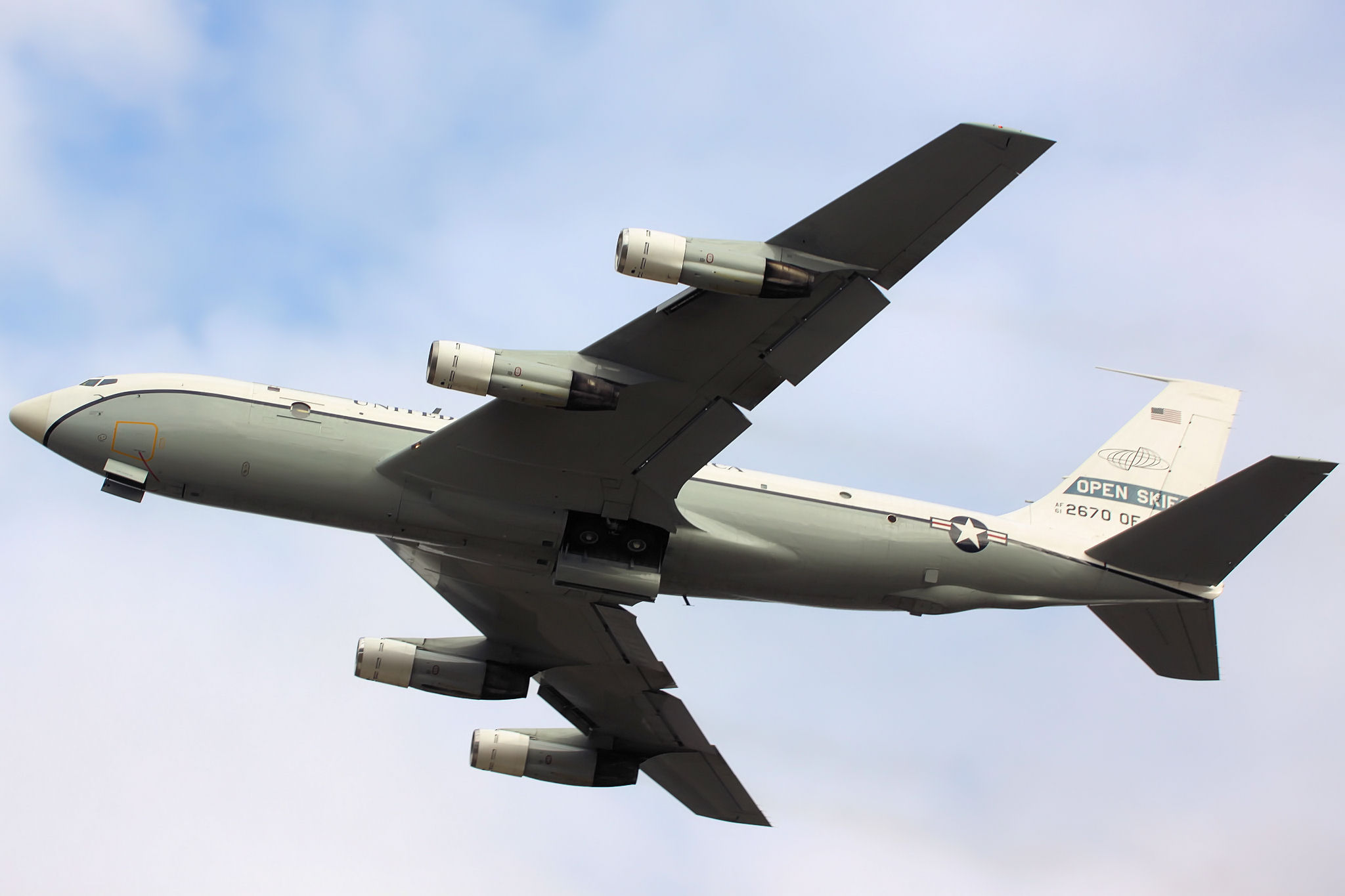
El avión OC-135B de la Fuerza Aérea de Estados Unidos para el Tratado de Cielos Abiertos.